# Allendorf (Hilter)
Allendorf ist eine Ortschaft der Gemeinde Hilter am Teutoburger Wald, einer Gemeinde im Süden des Landkreises Osnabrück in Niedersachsen. Mit insgesamt 191 Einwohnern ist Allendorf die zweitkleinste Ortschaft der Gemeinde Uphöfen ist mit 185 Einwohnern noch kleiner. Allendorf liegt auf der nördlichen Seite des Teutoburger Waldes.